# Bertrand Goldberg

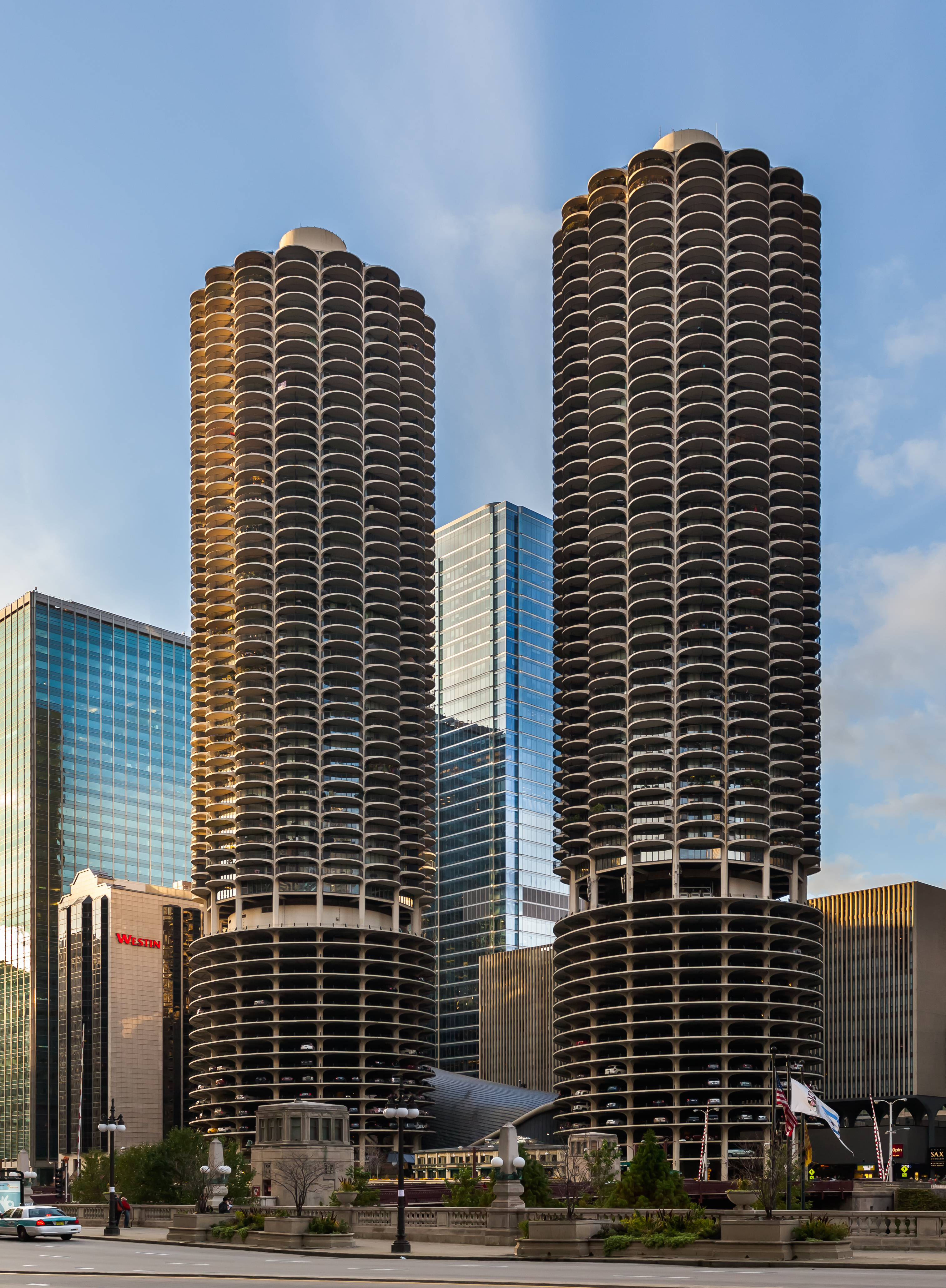
Marina City (2012)

Bertrand Goldberg (* 17. Juli 1913 in Chicago; † 8. Oktober 1997 ebenda) war ein US-amerikanischer Architekt. Sein bekanntestes Werk ist der Marina-City-Komplex in Chicago mit den bei der Fertigstellung höchsten Wohngebäuden der Welt.

## Leben
Goldberg studierte an der Cambridge School of Landscape Architecture (heute Teil der Harvard-Universität) und ging mit 18 Jahren, im Jahr 1932, nach Deutschland, um am Bauhaus zu studieren. Er arbeitete im Büro des Architekten Ludwig Mies van der Rohe und musste 1933 aufgrund seiner jüdischen Herkunft vor den Nationalsozialisten nach Paris fliehen, von wo aus er nach Chicago zurückkehrte. 1937 eröffnete er in Chicago sein eigenes Architekturbüro.
Sein Nachlass ist im Art Institute of Chicago archiviert.

## Bauwerke (Auswahl)
- Snyder House, Shelter Island (1952)
- Marina City, Chicago (1959–64)
- Prentice Women’s Hospital Building, Chicago (1972–75)